# Coppa CEMAC 2010
La Coppa CEMAC 2010 (2010 CEMAC Cup) fu la settima edizione della Coppa CEMAC, competizione calcistica per nazione organizzata dalla UNIFFAC. La competizione si svolse in Repubblica del Congo dal 24 settembre al 3 ottobre 2010 e vide la partecipazione di sei squadre: Camerun, Ciad, Gabon, Guinea Equatoriale, Rep. Centrafricana e Rep. del Congo.

## Formula
- Qualificazioni

Nessuna fase di qualificazione. Le squadre sono qualificate direttamente alla fase finale.
- Fase finale

Fase a gruppi - 6 squadre, divise in due gruppi da tre squadre, giocano partite di sola andata. Le prime due classificate si qualificano per la fase a eliminazione diretta.
Fase a eliminazione diretta - 4 squadre, giocano partite di sola andata. La vincente si laurea campione CEMAC.

## Squadre partecipanti
| Pr. | Squadra            | Data di qualificazione certa | Partecipante in quanto | Partecipazioni precedenti al torneo    | Ultima presenza         |
| --- | ------------------ | ---------------------------- | ---------------------- | -------------------------------------- | ----------------------- |
| 1   | Camerun            | -                            | Qualificata di diritto | 6 (2003, 2005, 2006, 2007, 2008, 2009) | Rep. Centrafricana 2009 |
| 2   | Ciad               | -                            | Qualificata di diritto | 6 (2003, 2005, 2006, 2007, 2008, 2009) | Rep. Centrafricana 2009 |
| 3   | Rep. del Congo     | -                            | Qualificata di diritto | 6 (2003, 2005, 2006, 2007, 2008, 2009) | Rep. Centrafricana 2009 |
| 4   | Gabon              | -                            | Qualificata di diritto | 6 (2003, 2005, 2006, 2007, 2008, 2009) | Rep. Centrafricana 2009 |
| 5   | Guinea Equatoriale | -                            | Qualificata di diritto | 6 (2003, 2005, 2006, 2007, 2008, 2009) | Rep. Centrafricana 2009 |
| 6   | Rep. Centrafricana | -                            | Qualificata di diritto | 6 (2003, 2005, 2006, 2007, 2008, 2009) | Rep. Centrafricana 2009 |

Nella sezione "partecipazioni precedenti al torneo", le date in grassetto indicano che la nazione ha vinto quella edizione del torneo, mentre le date in corsivo indicano la nazione ospitante.

## Fase finale

### Fase a gruppi

#### Gruppo A

##### Classifica
| Pos | Squadra            | P.ti | G | V | N | P | GF | GS | DR |
| --- | ------------------ | ---- | - | - | - | - | -- | -- | -- |
| 1   | Rep. del Congo     | 6    | 2 | 2 | 0 | 0 | 3  | 1  | +2 |
| 2   | Ciad               | 3    | 2 | 1 | 0 | 1 | 4  | 2  | +2 |
| 3   | Guinea Equatoriale | 0    | 2 | 0 | 0 | 2 | 0  | 4  | -4 |

##### Risultati
| Brazzaville 24 settembre 2010 | Rep. del Congo | 1 – 0 | Guinea Equatoriale | Stadio Alphonse Massamba-Débat |

| Brazzaville 26 settembre 2010 | Ciad | 3 – 0 | Guinea Equatoriale | Stadio Alphonse Massamba-Débat |

| Brazzaville 28 settembre 2010 | Rep. del Congo | 2 – 1 | Ciad | Stadio Alphonse Massamba-Débat |

#### Gruppo B

##### Classifica
| Pos | Squadra            | P.ti | G | V | N | P | GF | GS | DR |
| --- | ------------------ | ---- | - | - | - | - | -- | -- | -- |
| 1   | Camerun            | 4    | 2 | 1 | 1 | 0 | 2  | 1  | +1 |
| 2   | Rep. Centrafricana | 2    | 2 | 0 | 2 | 0 | 1  | 1  | 0  |
| 3   | Gabon              | 1    | 2 | 0 | 1 | 1 | 0  | 1  | -1 |

##### Risultati
| Brazzaville 25 settembre 2010 | Gabon | 0 – 0 | Rep. Centrafricana | Stadio Alphonse Massamba-Débat |

| Brazzaville 27 settembre 2010 | Camerun | 1 – 0 | Gabon | Stadio Alphonse Massamba-Débat |

| Brazzaville 29 settembre 2010 | Camerun | 1 – 1 | Rep. Centrafricana | Stadio Alphonse Massamba-Débat |

### Fase a eliminazione diretta

#### Tabellone
|  | Semifinali         | Semifinali         | Semifinali |         |                | Finale             | Finale             | Finale          |  |
|  |                    |                    |            |         |                |                    |                    |                 |  |
|  | Rep. del Congo     | Rep. del Congo     | 1          |         |                |                    |                    |                 |  |
|  | Rep. del Congo     | Rep. del Congo     | 1          |         |                |                    |                    |                 |  |
|  | Rep. Centrafricana | Rep. Centrafricana | 0          |         |                |                    |                    |                 |  |
|  | Rep. Centrafricana | Rep. Centrafricana | 0          |         | Rep. del Congo | Rep. del Congo     | 1 (9)              |                 |  |
|  |                    |                    |            |         | Rep. del Congo | Rep. del Congo     | 1 (9)              |                 |  |
|  |                    |                    | Camerun    | Camerun | 1 (8)          |                    |                    |                 |  |
|  | Camerun            | Camerun            | Camerun    | Camerun | 1 (8)          | 1                  |                    |                 |  |
|  | Camerun            | Camerun            |            |         |                | 1                  |                    |                 |  |
|  | Ciad               | Ciad               | 0          |         |                | Finale 3º posto    | Finale 3º posto    | Finale 3º posto |  |
|  | Ciad               | Ciad               | 0          |         |                |                    |                    |                 |  |
|  |                    |                    |            |         |                |                    |                    |                 |  |
|  |                    |                    |            |         |                | Rep. Centrafricana | Rep. Centrafricana | 3               |  |
|  |                    |                    |            |         |                | Rep. Centrafricana | Rep. Centrafricana | 3               |  |
|  |                    |                    |            |         |                | Ciad               | Ciad               | 2               |  |

#### Semifinali
| Brazzaville 1 ottobre 2010 | Rep. del Congo | 1 – 0 | Rep. Centrafricana | Stadio Alphonse Massamba-Débat |

| Brazzaville 1 ottobre 2010 | Camerun | 1 – 0 | Ciad | Stadio Alphonse Massamba-Débat |

#### Finale 3º posto
| Brazzaville 3 ottobre 2010 | Rep. Centrafricana | 3 – 2 | Ciad | Stadio Alphonse Massamba-Débat |

#### Finale
| Brazzaville 3 ottobre 2010                   | Rep. del Congo       | 1 – 1 | Camerun | Stadio Alphonse Massamba-Débat |
| \| \| \| \| \| \| Tiri di rigore 9 – 8 \| \| |                      |       |         |                                |
|                                              |                      |       |         |                                |
|                                              | Tiri di rigore 9 – 8 |       |         |                                |